# Đại chủng Úc
| Các tộc người trong chủng Australoid |  |                                                |
| 1)                                   |  | Đàn ông Bắc Australia.                         |
| 2)                                   |  | Đàn bà Bắc Australia.                          |
| 3)                                   |  | Đàn bà Nam Australia.                          |
| 4)                                   |  | Người thuộc bộ lạc Moruya Bắc Australia.       |
| 5)                                   |  | Đàn bà ở Tasmania.                             |
| 6)                                   |  | Đàn ông ở New Guinea.                          |
| 7)                                   |  | Đàn ông ở Fiji.                                |
| 8)                                   |  | Đàn bà ở Fiji.                                 |
| 9)                                   |  | Thành viên người Taling.                       |
| 10)                                  |  | Người phụ nữ trẻ người Tonga, New Caledonia.   |
| 11)                                  |  | Người Utuan.                                   |
| 12)                                  |  | Đàn ông từ đảo New Britain ở Papua New Guinea. |

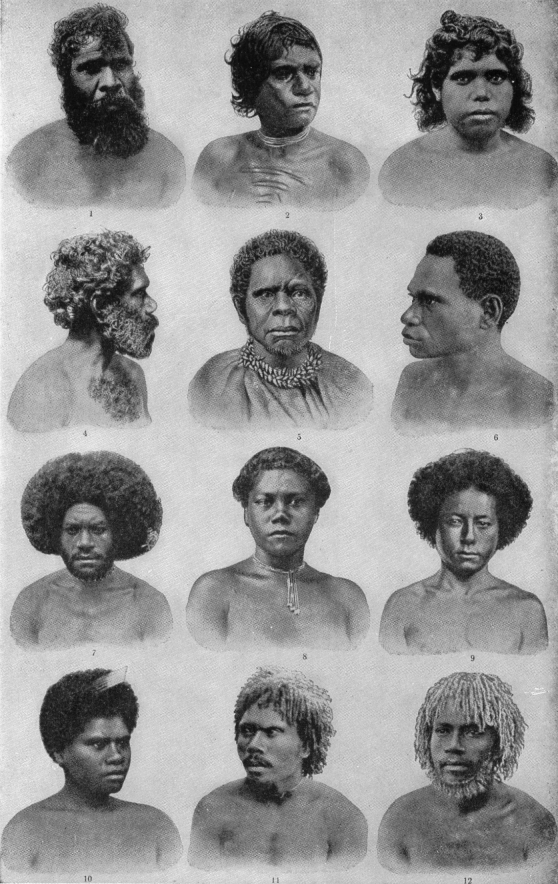

Đại chủng Úc (tiếng Anh: Australoid) hay có phiên âm là Ôx-tra-lô-it, là danh từ để chỉ một trong bốn đại chủng trong nhân chủng học. Đại chủng Úc bắt nguồn từ châu Úc, một vài nơi ở châu Á, quần đảo Indonesia, quần đảo Micronesia và các quần đảo tại Nam Thái Bình Dương. Đại chủng Úc bao gồm thổ dân Úc và một số dân tộc sống trên các quần đảo Đông Nam Á.
Nhóm bao gồm người thổ dân Úc và người Melanesia (chủ yếu từ Papua, Fiji, New Caledonia, quần đảo Solomon và Vanuatu).
Các nhóm dân cư được nhóm lại thành " Negrito " (người Andaman (từ một quần đảo Ấn Độ), người Semang và Batek (từ Malaysia), người Maniq (từ Thái Lan), người Aeta, người Ati và một số nhóm dân tộc khác trong Philippines), người Vedda ở Sri Lanka và một số bộ lạc da sẫm màu ở nội địa của tiểu lục địa Ấn Độ (một số nhóm nói tiếng Dravidian và các dân tộc nói tiếng Austroasiatic, như người Munda) cũng được một số người gợi ý là thuộc nhóm Australo-Melanesian, nhưng có những tranh cãi về sự bao gồm này.
Thuật ngữ Australoid thuộc về một tập hợp các thuật ngữ được giới thiệu bởi các nhà nhân chủng học thế kỷ 19 đang cố gắng phân loại các chủng tộc của con người. Một số cho rằng các thuật ngữ như vậy có liên quan đến quan niệm lỗi thời về các loại chủng tộc và do đó hiện có khả năng gây ra sự khó chịu.

## Lịch sử thuật ngữ
Thuật ngữ "Australoid" được đặt ra trong dân tộc học vào giữa thế kỷ 19, mô tả các bộ lạc hoặc dân cư "thuộc loại người Úc bản địa". Thuật ngữ "chủng tộc Australia" được Thomas Huxley đưa ra vào năm 1870 để chỉ một số dân tộc bản địa ở Nam và Đông Nam Á và Châu Đại Dương. Trong nhân chủng học, thể Australoid được sử dụng cho các đặc điểm hình thái đặc trưng của thổ dân Úc bởi Daniel John Cunningham trong cuốn sách Giải phẫu học (1902) của ông. Lần đầu tiên Thomas Huxley đề xuất một nhóm chủng tộc Úc (sic, với một nhóm chủng tộc -i-) trong một bài luận Về sự phân bố địa lý của các cải biến chính của loài người (1870), trong đó ông chia loài người thành bốn nhóm chính (Xanthochroic, Mongoloid, Negroid và Australianoid). Mô hình ban đầu của Huxley bao gồm những cư dân bản địa của Nam Á thuộc chủng loại Australoid. Huxley còn phân loại người Melanochroi (Người thuộc chủng tộc Địa Trung Hải) là hỗn hợp của người Xanthochroi (người Bắc Âu) và người Úc.
Huxley (1870) đã mô tả Australianoids là dolichocephalic; lông của chúng thường mượt, đen và gợn sóng hoặc xoăn, với bộ hàm to và nặng và mọc ngược, với da màu sô cô la và tròng đen có màu nâu sẫm hoặc đen.
Thuật ngữ "Proto-Australoid" được Roland Burrage Dixon sử dụng trong cuốn Lịch sử chủng tộc của con người (1923). Trong một ấn phẩm năm 1962, Australoid được mô tả là một trong năm chủng tộc chính của con người cùng với Caucasoid, Mongoloid, Congoid và Capoid. Trong Nguồn gốc của các chủng tộc (1962), Carleton Coon đã cố gắng tinh chỉnh sự phân biệt chủng tộc một cách khoa học bằng cách đưa ra một hệ thống gồm năm chủng tộc có nguồn gốc riêng biệt. Dựa trên những bằng chứng như tuyên bố Australoids có răng lớn nhất, megadont, nhóm này được Coon đánh giá là cổ xưa nhất và do đó là nguyên thủy và lạc hậu nhất. Các phương pháp và kết luận của Coon sau đó đã bị mất uy tín và cho thấy "sự hiểu biết kém về lịch sử văn hóa và sự tiến hóa của con người hoặc việc sử dụng dân tộc học cho một chương trình nghị sự phân biệt chủng tộc." [4] Bellwood (1985) sử dụng các thuật ngữ "Australoid", "Australomelanesoid" và "Australo-Melanesians" để mô tả di sản di truyền của "các quần thể Mongoloid phương Nam của Indonesia và Malaysia ".
Các thuật ngữ liên quan đến quan niệm lỗi thời về các loại chủng tộc, chẳng hạn như những cụm từ kết thúc bằng "-oid" đã bị coi là có khả năng xúc phạm  và liên quan đến phân biệt chủng tộc khoa học.